# Ferdinando Carulli
Ferdinando Maria Meinrado Francesco Pascale Rosario Carulli (1770-1841) là nhà soạn nhạc người Ý. Ông là người biến Paris trở thành trung tâm của guitar.

## Tiểu sử
Carulli đã được sinh ra ở Naples, giống như nhiều người cùng thời, ông được dạy lý thuyết âm nhạc. Đầu tiên Ferdinando Carulli học cello, sau đó học guitar và trở thành một trong những tài năng của nhạc cụ này. Ông gây dựng tên tuổi của mình bằng biểu diễn độc tấu, sáng tác và xuất bản.
Carulli là một nghệ sĩ tài năng. Buổi diễn của ông ở Naples đã rất phổ biến để ông sớm bắt đầu chuyến lưu diễn châu Âu. Khoảng năm 1801 Carulli kết hôn với một phụ nữ Pháp, Marie-Josephine Boyer, và có một con trai với bà. Một vài năm sau đó Carulli bắt đầu sáng tác ở Milan, nơi ông đã đóng góp cho các ấn phẩm địa phương. Sau khi tham quan Paris rất thành công, Carulli di chuyển ở đó. Tại thời điểm thành phố này được biết đến như là "âm nhạc thủ đô của thế giới, và ông đã ở lại đó cho đến cuối đời mình.
Carulli là một giáo viên guitar rất thành công ở Paris. Phần lớn các tác phẩm của ông đã được xuất bản ở đây. Sau đó trong cuộc đời của mình, ông đã tự xuất bản âm nhạc. Ngoài âm nhạc của mình ông còn xuất bản thêm nhạc của Filippo Gragnani, người mà ông đỡ đầu.

## Di sản
Ferdinando Carulli sáng tác 360 bản nhạc, xuất bản 3 cuốn phương pháp học guitar đến nay còn nguyên giá trị và chế tạo ra đàn guitar có 4 dây bass.

## Tác phẩm
- Méthode complète pour guitare ou lyre, op. 27 (1810)